# Danica Ćurčić
Danica Ćurčić (Beograd, 27. avgust 1985) je srpsko-danska glumica. Diplomirala je na Međunarodnoj školi za fizičko pozorište Dell'Arte i na Danskoj školi scenskih umetnosti 2012. godine, a od tada je učestvovala u nekoliko danskih i stranih filmskih, TV i pozorišnih ostvarenja, kao što su "Ubice fazana" (2014), "Tiho srce" (2014), "Lulu" (2012), "Romeo i Julija" (2014) i "Čovek od kestena" (2021). Za svoje uloge dobila je brojne nagrade i nominacije, kao što su Bodil i Robert nagrade za najbolju glumicu i najbolju sporednu glumicu.

## Odrastanje i obrazovanje
Danica Ćurčić je rođena 27. avgusta 1985. godine u Beogradu, u Srbiji, od oca Mihajla Ćurčića i majke Vesne Bjelice Ćurčić, a ima i tri godine mlađeg brata Ognjena Ćurčića. Kada je Danica imala svega godinu dana preselili su se u Dansku 1986. godine. Njen otac je tada dobio posao u Ambasadi Jugoslavije  u Kopenhagenu. Porodica je planirala da se vrati u Srbiju posle nekoliko godina, ali su na kraju produžili boravak kada je na vlast došao predsednik Slobodan Milošević i izbio građanski rat u Jugoslaviji. Roditelji su tada otvorili turističku agenciju u Kopenhagenu u kojoj su oboje radili. Ćurčić je odrasla u Sundbiju na Amageru u srpskoj pravoslavnoj kući, iako njena porodica nije naročito praktikovala svoju veru. Pohađala je katoličku privatnu školu "Sankt Joseph" u Osterbru, a potom i Gimnaziju Sveta Ana (Sankt Annӕ). Ćurčić se od detinjstva interesovala za glumu, a tokom srednje škole je počela da pohađa časove drame. U detinjstvu je učila da svira  klavir i harmoniku. 

Po završetku srednje škole 2002. želela je da se prijavi na Evropsku filmsku školu u Ebeltoftu, ali sa svojih samo 17 godina bila je premlada da bi bila primljena, pa je 2003. godine započela studije na Odseku za film i medije na Univerzitetu u Kopenhagenu, gde je diplomirala 2007.  Na drugoj godini studija odlazi na razmenu na Univerzitet u Granadi u Španiji.   Nešto kasnije, Danica sa tadašnjim dečkom odlazi u njegovo rodno mesto u Kaliforniji, gde Danica sasvim slučajno nailazi na grupu studenata sa Međunarodne škole za fizičko pozorište Dell'Arte, gde ostaje na studijama godinu dana.  Zatim je bila na audiciji za prijem u Pozorište u San Francisku, gde joj je ponuđen prijem. Međutim, uprkos ponudi, ona je odbila i vratila se u Dansku, gde se prijavila za studije u Danskoj školi scenskih umetnosti u Kopenhagenu, gde je primljena 2008. i ostala do završetka svog usavršavanja 2012. godine. 

## Karijera
Nakon završetka svog školovanja 2012. godine, Ćurčić se zaposlila u Kraljevskom pozorištu, gde je takođe 2012. debitovala naslovnom i glavnom ulogom u tragediji Frenka Vedekinda "Lulu". Za ulogu dečje prostitutke Lulu, koja je ubijena nakon kratkog i burnog života, Ćurčić je dobila visoke pohvale i nominaciju za Reumert nagradu za glavnu žensku ulogu godine.
Proglašena je za „Zvezdu padalicu“ na Berlinskom filmskom festivalu 2014. Danica Ćurčić je između ostalog glumila u filmovima "Ubice fazana", gde igra Kimi, "Tiho srce" (Sane), "Živi snažno" (Signe) i "Duga priča ukratko" (Maja). Dobitnica je nagrade "Ove Sprogøe" u decembru 2014.
Ćurčić je učestvovala u nekoliko pozorišnih predstava u Kraljevskom pozorištu. Godine 2014. igrala je glavnu ulogu u "Romeu i Juliji" uz Tomasa Hvana. Pokazala se kao vešt pijanista u izvedbama dela Sergeja Rahmanjinova, Mocarta kao i pesmama australijske pevačice Sie.
U vezi sa izbegličkom krizom 2015. godine, organizovala je, zajedno sa Kristijanom Gade Bjerumom, veliku predstavu prikupljanja sredstava u pozorištu "Beti Nansen" u Kopenhagenu, čime je prikupljeno više od 80.000 DKK za fond "Save the Children's Disaster Fund".
Pored klavira, Ćurčić svira i harmoniku.  Njen vokalni opseg je mecosopran/alt, ali se u Romeu i Juliji pokazala i sposobnom da iznese i visoke tonove.
A pored danskog i srpskog jezika, govori i engleski i španski, dok ruski i francuski zna u nešto manjoj meri.
Prva uloga koju glumi na srpskom jeziku je uloga Vukice u filmu "Mrak" (2022) srpskog reditelja i scenariste Dušana Milića. 

## Filmografija

### Filmovi
| Godina | Naslov              | Uloga                  |
| ------ | ------------------- | ---------------------- |
| 2012   | Over Kanten         | Veronika               |
| 2013   | Oasen               | Laura                  |
| 2013   | Best Man            | Sarah                  |
| 2014   | Lev stærkt          | Signe                  |
| 2014   | Fasandræberne       | Kimmie                 |
| 2014   | Stille hjerte       | Sanne                  |
| 2014   | All Inclusive       | Ditte                  |
| 2015   | Guldkysten          | Caroline               |
| 2015   | Lang historie kort  | Maya                   |
| 2016   | Fuglene over sundet | Miriam Itkin           |
| 2017   | Darling             | Darling                |
| 2019   | Mødregruppen        | Line                   |
| 2019   | Undtagelsen         | Iben                   |
| 2019   | Ud og stjæle heste  | Jons mor               |
| 2021   | Skyggen i mit øje   | Rigmors mor            |
| 2022   | Mrak                | Vukica                 |
| 2022   | Baby Pyramid        | Hannah                 |
| 2023   | Ustyrlig            | Frk. Ahlefeldt-Laurvig |

### Serije
| Godina | Naziv                             | Uloga         |
| ------ | --------------------------------- | ------------- |
| 2013   | Broen II                          | Beate         |
| 2016   | Nobel                             | Adella Hanefi |
| 2017   | The Mist                          | Mia Lambert   |
| 2018   | Kriger                            | Louise        |
| 2020   | Equinox                           | Astrid        |
| 2021   | Човек од кестена (Kastanjemanden) | Naia Thulin   |

## Nagrade
- 2014: Nagrada za najbolju mladu glumicu na Filmskom festivalu u Berlinu; Nagrada "Ove Sprogøe"
- 2015: Glavna nagrada Nordijskog filmskog festivala; Bodil nagrada za najbolju glavnu ulogu u filmu Stille Hjaerte, Nagradu Robert za najbolju sporednu ulogu
- Kronprinsparrets Kulturpris - Nagrada za „veliku hrabrost i beskompromisni umetnički doprinos”.

## Spoljašnje veze
- Jovica Krtinić: Poreklo glumice Danice Daše Ćurčić („Poreklo”, 27. februar 2022)